# Quận Cass, North Dakota
Quận Cass là một quận hạt tọa lạc ở tiểu bang Bắc Dakota, Hoa Kỳ. Tại thời điểm năm 2000, quận có dân số 123.138 người. Quận lỵ đóng ở Fargo.6 Đây là quận đông dân nhất bang Bắc Dakota.

## Địa lý
Theo Cục điều tra dân số Hoa Kỳ, quận có tổng diện tích 1,768 dặm Anh vuông (4,579 km²), trong đó, 1,765 dặm Anh vuông (4,572 km²) là diện tích đất và 3 dặm Anh vuông (7 km²) trong tổng diện tích (0,15%) là diện tích mặt nước.

### Các quận giáp ranh
- Quận Traill (phía bắc)
- Quận Norman, Minnesota (đông bắc)
- Quận Clay, Minnesota (đông)
- Quận Richland (đông nam)
- Quận Ransom (tây nam)
- Quận Barnes (tây)
- Quận Steele (tây bắc)

## Thông tin nhân khẩu
Theo cuộc điều tra dân số2 tiến hành năm 2000, quận này có dân số 123,138 người, 51,315 hộ, và 29,814 gia đình sinh sống trong quận này. Mật độ dân số là 70 người trên mỗi dặm Anh vuông (27/km²). Đã có 53,790 đơn vị nhà ở với một mật độ bình quân là 30 trên mỗi dặm Anh vuông (12/km²). Cơ cấu chủng tộc của dân cư sinh sống tại quận này gồm 95,10% người da trắng, 0,81% người da đen hoặc người Mỹ gốc Phi, 1,08% người thổ dân châu Mỹ, 1,26% người gốc châu Á, 0,03% người các đảo Thái Bình Dương, 0,43% từ các chủng tộc khác, và 1,29% từ hai hay nhiều chủng tộc. 1,23% dân số là người Hispanic hoặc người Latin thuộc bất cứ chủng tộc nào. 34,1% là gốc Đức và 32,4% người Na Uy theo kết quả điều tra dân số năm 2000.
Có 51,315 hộ trong đó có 29,9% có con cái dưới tuổi 18 sống chung với họ, 47,3% là những cặp kết hôn sinh sống với nhau, 7,6% có một chủ hộ là nữ không có chồng sống cùng, và 41,9% là không gia đình. 31,2% trong tất cả các hộ gồm các cá nhân và 7,6% có người sinh sống một mình và có độ tuổi 65 tuổi hay già hơn. Quy mô trung bình của hộ là 2,32 còn quy mô trung bình của gia đình là 2,98,
Phân bố độ tuổi của cư dân sinh sống trong huyện là 23,4% dưới độ tuổi 18, 16,0% từ 18 đến 24, 31,3% từ 25 đến 44, 19,6% từ 45 đến 64, và 9,7% người có độ tuổi 65 tuổi hay già hơn. Độ tuổi trung bình là 31 tuổi. Cứ mỗi 100 nữ giới thì có 100,3 nam giới. Cứ mỗi 100 nữ giới có độ tuổi 18 và lớn hơn thì, có 99,5 nam giới.
Thu nhập bình quân của một hộ ở quận này là 38.147 USD, và thu nhập bình quân của một gia đình ở quận này là 51.469 USD, Nam giới có thu nhập bình quân 32.216 USD so với mức thu nhập 22.300 USD đối với nữ giới. Thu nhập bình quân đầu người của quận là 20.889 USD, Khoảng 5,7% gia đình và 10,1% dân số sống dưới ngưỡng nghèo, bao gồm 9,1% những người có độ tuổi 18 và 8,1% là những người 65 tuổi hoặc già hơn.

## Các đơn vị dân cư

### Các thành phố
| - 1, Fargo 93,531 - 2, West Fargo 23,708 - 3, Casselton 2,004 - 4, Horace 1,757 - 5, Mapleton 725 - 6, Harwood 701 - 7, Kindred 619 - 8, Arthur 378 - 9, Hunter 304 - 10, Reile's Acres 285 - 11, Frontier 261 - 12, Davenport 251 - 13, Leonard 249 | - 14, Tower City 241 - 15, Oxbow 238 - 16, Page 205 - 17, Buffalo 190 - 18, Grandin 166 - 19, Argusville 134 - 20, Amenia 89 - 21, Gardner 85 - 22, Briarwood 82 - 23, Prairie Rose 74 - 24, North River 62 - 25, Alice 50 - 26, Ayr 22 |